# Jüdischer Friedhof (Bassum)

Jüdischer Friedhof Bassum

Der Jüdische Friedhof Bassum ist ein gut erhaltener jüdischer Friedhof in Bassum (Landkreis Diepholz, Niedersachsen). Er ist ein geschütztes Kulturdenkmal.

## Beschreibung

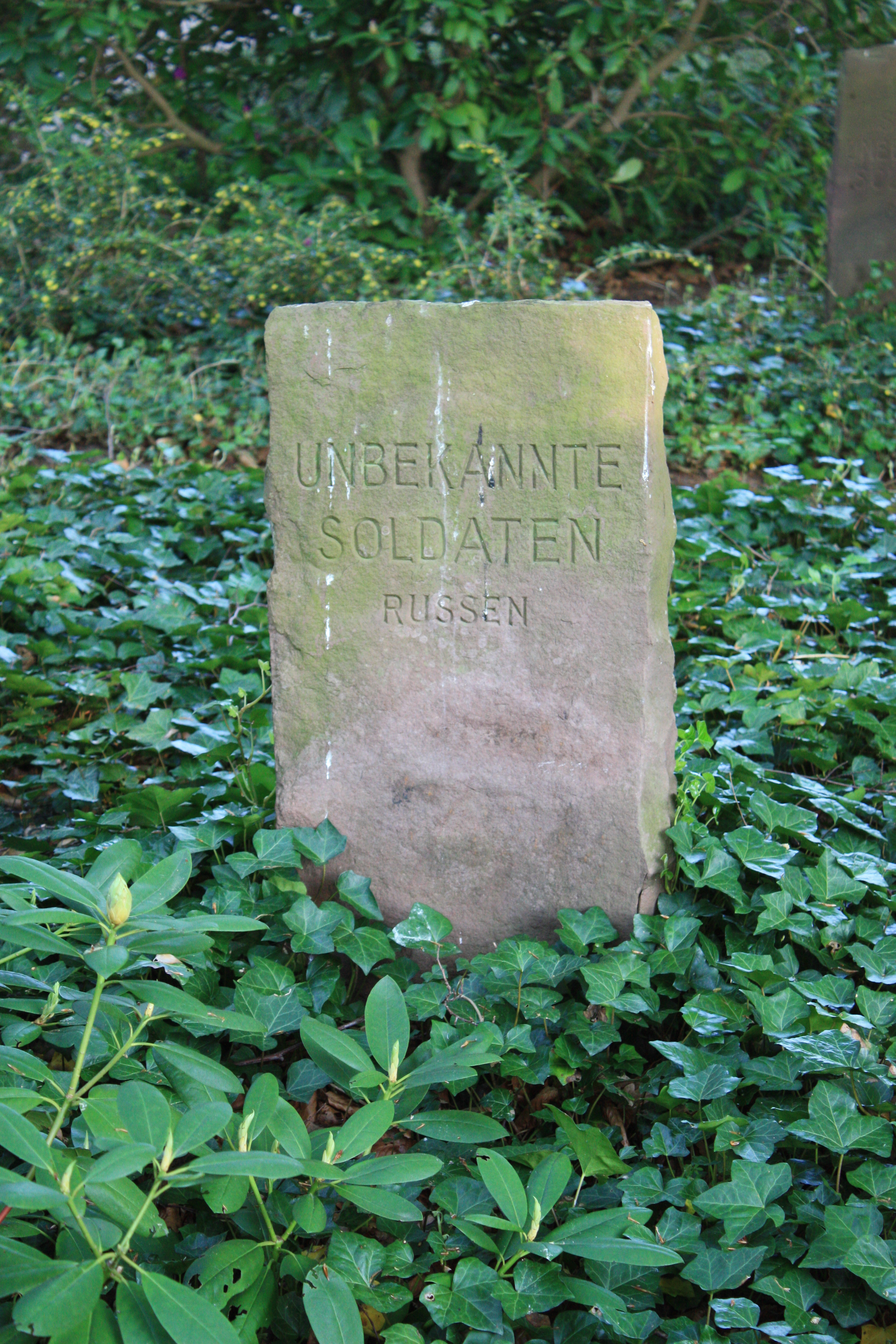
Grabstein für eines von neun Sammelgräbern, in denen während des Zweiten Weltkriegs Kriegsgefangene aus der ehemaligen Sowjetunion bestattet wurden.

Der Friedhof befindet sich südlich des Kernbereichs von Bassum, südlich der Südumgehung (B 51) und östlich der B 61 nach Sulingen. Der umzäunte Friedhof hat eine Größe von ungefähr 600 m². Auf ihm befinden sich 28 Grabsteine für verstorbene Juden.
Weitere 9 Grabsteine mit der Inschrift „unbekannte russische Soldaten“ markieren im vorderen Friedhofsbereich die Gräber von sowjetischen Kriegsgefangenen, die während des Zweiten Weltkriegs auf dem Jüdischen Friedhof in Sammelgräbern bestattet worden sind. Bei 7 der 9 Grabsteine ist die Anzahl der Toten angegeben: 6 beziehungsweise 7 − insgesamt 44 Tote. Bei 2 Grabsteinen lautet die Inschrift nur „Unbekannte Soldaten Russen“.
Träger des Friedhofs ist der Landesverband der Jüdischen Gemeinden von Niedersachsen. Zuständig für die Pflege ist die Stadt Bassum.

## Geschichte
Angelegt worden ist der Friedhof vor 1852. Der älteste Grabstein ist auf das Jahr 1852 datiert, der jüngste auf das Jahr 1942.